# Metro Exodus
A Metro Exodus egy túlélőhorror-videójáték, melyet a 4A Games fejlesztett és a Deep Silver jelentetett meg 2019-ben.

## Játékmenet
A játékmenet nagyon hasonló a Metro: Last Lighthoz, annyi különbséggel, hogy ebben a játékban a játékos kap egy hátizsákot amellyel fegyvereket tud fejleszteni és különböző eldobható eszközöket gyárthat. A Metro Exodus cselekménye négy évszakra oszlik.

## Cselekmény
Artyom abban a hitben él, hogy nem csak Moszkvában élték túl az atomháborút. Rendszeresen feljár a felszínre rádiózni és reméli, hogy egyszer fog egy adást.
Amikor Annával, a feleségével felfedeznek a felszínen, látnak egy üzemképes vonatot ami éppen alattuk halad el. Egy kocsival felveszik őket, de elveszik a fegyvereiket.
Anna rájön, hogy ez a Hanza területe. Artyomot kidobják az autóból és majdnem meghal amikor beér a vonathangárba.
Ezután találkozik egy vonatmérnökkel akit Yermaknak hívnak. Anna segítségével ellopják a vonatot és elszöknek. A Rend rajtuk üt, de amikor meglátják Artyomot rájjönnek, hogy téves riasztás volt és kezdetét veszi hosszú utazásuk. 
Megállnak a Volga folyónál ahol a helyiek szerint a technológia bűn. Artyom megment egy nőt és a lányát. Legyőzi a Cár-halat, a helybéliek által istenített mutáns harcsát. 
A következő hely ahol megállnak az akkora már kiszáradt Kaszpi-tenger.

## Fordítás
Ez a szócikk részben vagy egészben  a   Metro Exodus című angol Wikipédia-szócikk fordításán alapul.  Az eredeti cikk szerkesztőit annak laptörténete sorolja fel. Ez a jelzés csupán a megfogalmazás eredetét és a szerzői jogokat jelzi, nem szolgál a cikkben szereplő információk forrásmegjelöléseként.